# Justin Pechie
Justin Pechie (* 2. Oktober 1984 in Putnam, Connecticut) ist ein professioneller US-amerikanischer Pokerspieler. Er ist zweifacher Braceletgewinner der World Series of Poker.

## Pokerkarriere

### Werdegang
Pechie spielte von Juni 2006 bis April 2016 online unter den Nicknames looshle (PokerStars, Full Tilt Poker, Bodog sowie Absolute Poker), pooplus (UltimateBet), RonnieBardah (Cake Poker) und loosh31 (partypoker). In diesem Zeitraum erspielte er sich mit Turnierpoker Preisgelder von knapp 2 Millionen US-Dollar.
Seine erste Geldplatzierung bei einem Live-Pokerturnier erzielte Pechie im Juli 2006 bei der World Series of Poker (WSOP) im Rio All-Suite Hotel and Casino in Paradise am Las Vegas Strip. Dort erreichte er auf Anhieb einen Finaltisch und beendete das Turnier der Variante No Limit Hold’em auf dem mit mehr als 200.000 US-Dollar dotierten dritten Platz. Anfang Februar 2007 gewann der Amerikaner beim L.A. Poker Classic in Los Angeles sein erstes Live-Turnier und sicherte sich eine Siegprämie von rund 75.000 US-Dollar. Im Caesars Palace am Las Vegas Strip wurde er Ende April 2007 Zweiter beim Main Event des WSOP-Circuits und sicherte sich über 260.000 US-Dollar. Bei der WSOP 2008 kam Pechie dreimal auf die bezahlten Plätze, 2009 viermal in die Geldränge. Ende Juni 2011 entschied er ein Shootout-Turnier der WSOP 2011 für sich und erhielt ein Bracelet sowie den Hauptpreis von knapp 170.000 US-Dollar. Anschließend saß er erst wieder bei der WSOP 2015 an einem WSOP-Finaltisch und belegte dort beim Millionaire Maker den mit knapp 150.000 US-Dollar dotierten achten Rang. In jenem Jahr kam er auch erstmals beim WSOP-Main-Event in die Geldränge. Nachdem der Amerikaner zwischen 2016 und 2021 bei der WSOP lediglich fünfmal die bezahlten Plätze erreicht hatte, gewann er bei der WSOP 2022 ein Freezeout-Event. Dafür setzte er sich beim Turnier, das wie die gesamte Turnierserie erstmals im Bally’s Las Vegas und Paris Las Vegas ausgespielt wurde, gegen 1773 andere Spieler durch und erhielt mehr als 360.000 US-Dollar sowie sein zweites Bracelet.
Insgesamt hat sich Pechie mit Poker bei Live-Turnieren knapp 2 Millionen US-Dollar erspielt.

### Braceletübersicht
Pechie kam bei der WSOP 45-mal ins Geld und gewann zwei Bracelets:
| Jahr | Buy-in (in $) | Turnier                    | Teilnehmer | Preisgeld (in $) |
| ---- | ------------- | -------------------------- | ---------- | ---------------- |
| 2011 | 1500          | Limit Hold’em Shootout     | 0538       | 167.060          |
| 2022 | 1500          | Freezeout No-Limit Hold’em | 1774       | 364.899          |